# Cantone di Paltas
Il Cantone di Paltas è un cantone dell'Ecuador che si trova nella Provincia di Loja.
Il capoluogo del cantone è Catacocha.